# Kadavar (deutsche Band)/Diskografie
Diese Diskografie ist eine Übersicht über die musikalischen Werke der deutschen Rockband Kadavar. Ihre erfolgreichste Veröffentlichung ist das fünfte Studioalbum For the Dead Travel Fast, das Platz acht der deutschen Albumcharts erreichte.

## Alben

### Studioalben
| Jahr | Titel Musiklabel                            | Höchstplatzierung, Gesamtwochen, AuszeichnungChartplatzierungen (Jahr, Titel, Musiklabel, Platzierungen, Wochen, Auszeichnungen, Anmerkungen) | Höchstplatzierung, Gesamtwochen, AuszeichnungChartplatzierungen (Jahr, Titel, Musiklabel, Platzierungen, Wochen, Auszeichnungen, Anmerkungen) | Höchstplatzierung, Gesamtwochen, AuszeichnungChartplatzierungen (Jahr, Titel, Musiklabel, Platzierungen, Wochen, Auszeichnungen, Anmerkungen) | Anmerkungen                                                          |
| Jahr | Titel Musiklabel                            | DE | AT | CH | Anmerkungen                                                          |
| ---- | ------------------------------------------- | --- | --- | --- | -------------------------------------------------------------------- |
| 2012 | Kadavar This Charming Man Records           | DE30 (1 Wo.)DE | — | — | Erstveröffentlichung: 10. Juli 2012 Charteinstieg erst 2024          |
| 2013 | Abra Kadavar Nuclear Blast                  | DE42 (2 Wo.)DE | — | — | Erstveröffentlichung: 12. April 2013                                 |
| 2015 | Berlin Nuclear Blast                        | DE18 (3 Wo.)DE | AT56 (1 Wo.)AT | CH88 (1 Wo.)CH | Erstveröffentlichung: 21. August 2015                                |
| 2017 | Rough Times Nuclear Blast                   | DE30 (1 Wo.)DE | AT43 (1 Wo.)AT | CH71 (1 Wo.)CH | Erstveröffentlichung: 29. September 2017                             |
| 2019 | For the Dead Travel Fast Nuclear Blast      | DE8 (3 Wo.)DE | — | — | Erstveröffentlichung: 11. Oktober 2019 # 6 der deutschen Vinylcharts |
| 2020 | The Isolation Tapes Robotor Records         | DE10 (2 Wo.)DE | — | — | Erstveröffentlichung: 23. Oktober 2020                               |
| 2025 | I Just Want to Be a Sound Cloud Hill/Warner | DE10 (1 Wo.)DE | — | — | Erstveröffentlichung: 16. Mai 2025                                   |

### Gemeinschaftsalben
| Jahr | Titel Musiklabel                            | Höchstplatzierung, Gesamtwochen, AuszeichnungChartplatzierungen (Jahr, Titel, Musiklabel, Platzierungen, Wochen, Auszeichnungen, Anmerkungen) | Höchstplatzierung, Gesamtwochen, AuszeichnungChartplatzierungen (Jahr, Titel, Musiklabel, Platzierungen, Wochen, Auszeichnungen, Anmerkungen) | Höchstplatzierung, Gesamtwochen, AuszeichnungChartplatzierungen (Jahr, Titel, Musiklabel, Platzierungen, Wochen, Auszeichnungen, Anmerkungen) | Anmerkungen                                                  |
| Jahr | Titel Musiklabel                            | DE | AT | CH | Anmerkungen                                                  |
| ---- | ------------------------------------------- | --- | --- | --- | ------------------------------------------------------------ |
| 2021 | A Story of Darkness & Light Roboter Records | DE20 (1 Wo.)DE | AT54 (1 Wo.)AT | — | Erstveröffentlichung: 3. Dezember 2021 mit Elder als Eldovar |

### Livealben
| Jahr | Titel Musiklabel                 | Höchstplatzierung, Gesamtwochen, AuszeichnungChartplatzierungen (Jahr, Titel, Musiklabel, Platzierungen, Wochen, Auszeichnungen, Anmerkungen) | Höchstplatzierung, Gesamtwochen, AuszeichnungChartplatzierungen (Jahr, Titel, Musiklabel, Platzierungen, Wochen, Auszeichnungen, Anmerkungen) | Höchstplatzierung, Gesamtwochen, AuszeichnungChartplatzierungen (Jahr, Titel, Musiklabel, Platzierungen, Wochen, Auszeichnungen, Anmerkungen) | Anmerkungen                            |
| Jahr | Titel Musiklabel                 | DE | AT | CH | Anmerkungen                            |
| ---- | -------------------------------- | --- | --- | --- | -------------------------------------- |
| 2014 | Live in Antwerp Nuclear Blast    | — | — | — | Erstveröffentlichung: 6. Juni 2014     |
| 2018 | Live in Copenhagen Nuclear Blast | DE95 (1 Wo.)DE | — | — | Erstveröffentlichung: 12. Oktober 2018 |

## Singles

### 7″-Singles
| Jahr | Titel Musiklabel                                                      | Anmerkungen                              |
| ---- | --------------------------------------------------------------------- | ---------------------------------------- |
| 2012 | Creature of the Demon / Living in Your Head This Charming Man Records | Erstveröffentlichung: 21. April 2012     |
| 2016 | A Thousand Miles Away from Home / Words of Evil Nuclear Blast         | Erstveröffentlichung: 12. September 2016 |
| 2017 | Die Baby Die / Helter Skelter Nuclear Blast                           | Erstveröffentlichung: 4. August 2017     |
| 2020 | Everything Is Changing Roboter Records                                | Erstveröffentlichung: 6. August 2020     |
| 2025 | I Just Want to Be a Sound Clouds Hills                                | Erstveröffentlichung: 24. Januar 2025    |

### Split-Singles
| Jahr | Titel Musiklabel                                                | Anmerkungen                                                    |
| ---- | --------------------------------------------------------------- | -------------------------------------------------------------- |
| 2012 | White Ring This Charming Man Records                            | Erstveröffentlichung: Dezember 2012 mit Aqua Nebula Oscillator |
| 2016 | Words of Evil / Braindead Nuclear Blast                         | Erstveröffentlichung: 20. Februar 2016 mit Lost Society        |
| 2017 | Monkeys / The Sewage Pt. I Nuclear Blast                        | Erstveröffentlichung: 2017 mit Death Alley                     |
| 2021 | The Green Manalishi / Pull Away / So Many Times Roboter Records | Erstveröffentlichung: 19. März 2021 mit Lucifer                |

## Musikvideos
- 2013: Come Back Life
- 2013: Doomsday Machine
- 2013: All Our Thoughts
- 2015: Last Living Dinosaur
- 2015: Eye of the Storm
- 2015: The Old Man
- 2016: Lord of the Sky
- 2016: Pale Blue Eyes
- 2016: Reich der Träume
- 2017: Die Baby Die
- 2017: Into the Wormhole
- 2017: Tribulation Nation
- 2018: You Found the Best in Me
- 2019: The Devil’s Master
- 2019: Children of the Night
- 2019: Demons in My Mind
- 2020: Everything Is Changing
- 2020: Eternal Light (We Will Be Ok)
- 2021: From Deep Within
- 2021: El Matador
- 2025: I Just Want to Be a Sound

## Sonderveröffentlichungen

### Lieder
| Jahr | Titel Album                           | Anmerkungen                                                  |
| ---- | ------------------------------------- | ------------------------------------------------------------ |
| 2017 | The Evil Made Me Do It Napalm Records | Deluxe Edition des Albums The Sacrament of Sin von Powerwolf |

| Jahr | Titel Album                 | Anmerkungen                                                                |
| ---- | --------------------------- | -------------------------------------------------------------------------- |
| 2024 | Hallenbad Long Player       | Erstveröffentlichung: 4. Oktober 2024 Die Fantastischen Vier feat. Kadavar |
| 2024 | Endstation Erde Long Player | Erstveröffentlichung: 4. Oktober 2024 Die Fantastischen Vier feat. Kadavar |
| 2024 | Inferno Long Player         | Erstveröffentlichung: 4. Oktober 2024 Die Fantastischen Vier feat. Kadavar |

## Statistik

### Chartauswertung
|                     | DE    | AT    | CH    |
| ------------------- | ----- | ----- | ----- |
| Nummer-eins-Alben   | DE—DE | AT—AT | CH—CH |
| Top-10-Alben        | DE3DE | AT—AT | CH—CH |
| Alben in den Charts | DE9DE | AT3AT | CH2CH |